# Salvador Sánchez Cerén
Salvador Sánchez Cerén  (Quezaltepeque, 18 de junho de 1944) é um político salvadorenho, foi presidente de El Salvador de 2014 até 2019. Membro da Frente Farabundo Martí de Libertação Nacional (FMLN). Foi eleito presidente da República no pleito de 2014 e tomou posse em 1 de agosto de 2014 e ficou no cargo até 1 de agosto de 2019.
Desde outubro de 2016, seu governo e a FMLN havia defendendo um projeto de legalização parcial do aborto (em casos de estupro ou perigo de vida para a mãe), mas enfrentam a oposição de partidos de direita que estão bloqueando a reforma no parlamento. Em 2017, o seu governo alterou o Código da Família para proibir os casamentos infantis.
Em abril de 2017, El Salvador tornou-se o primeiro país do mundo a proibir minas de metal em seu território, por razões ambientais e de saúde pública.
Estabeleceu relações diplomáticas com a China em agosto de 2018. Os Estados Unidos denunciam uma "interferência nos assuntos internos do continente americano" e anunciam uma próxima revisão das suas relações com El Salvador.
Em 2021, promotores de El Salvador emitiram um mandado de prisão contra Salvador Sánchez Cerén sob a acusação de peculato, lavagem de dinheiro e enriquecimento ilícito.